# Embrace the Storm
Embrace the Storm is het eerste studioalbum van de Nederlandse band Stream of Passion. Ze hebben er één single van uit gebracht: "Out in the Real World".

## Tracklist
1. Spellbound (3:35)
2. Passion (5:21)
3. Deceiver (5:09)
4. I'll Keep on Dreaming (3:45)
5. Haunted (4:31)
6. Wherever You Are (5:08)
7. Open Your Eyes (5:14)
8. Embrace the Storm (4:13)
9. Breathing Again (3:39)
10. Out in the Real World (4:32)
11. Nostalgia (3:09)
12. Calliopeia (5:40)

## Singles
- "Out in the Real World"